# الکساندر ایوانف (بازیکن فوتبال، زاده ۱۹۷۲)
الکساندر ایوانف (روسی: Александр Васильевич Иванов؛ زادهٔ ۴ اوت ۱۹۷۲) بازیکن فوتبال اهل روسیه است.
از باشگاه‌هایی که در آن بازی کرده‌است می‌توان به باشگاه فوتبال دینامو استاوروپول اشاره کرد.